# Mastrus sugiharai
Mastrus sugiharai är en stekelart som först beskrevs av Tohru Uchida 1936.  Mastrus sugiharai ingår i släktet Mastrus och familjen brokparasitsteklar. Inga underarter finns listade i Catalogue of Life.